# Karl Behlert

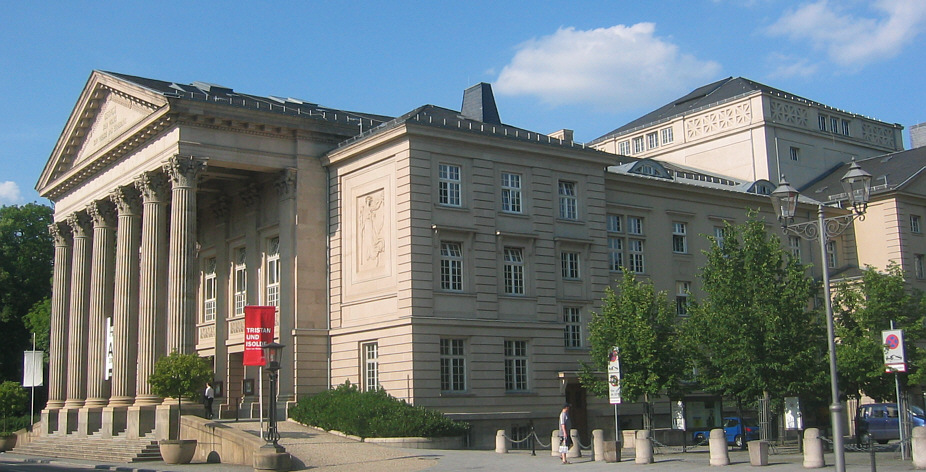
Staatstheater Meiningen

Karl Behlert (* 5. Juli 1870 in Meiningen; † 17. April 1946 ebenda) war ein deutscher Architekt und Baubeamter, der vor allem im Raum Südthüringen und ganz besonders in der Residenzstadt Meiningen wirkte. Karl Behlert gehörte zu den meistbeschäftigten Architekten im Thüringen des frühen 20. Jahrhunderts.

## Leben
Karl Behlert machte eine Maurerlehre und arbeitete anschließend als Bauführer im Hofbaubüro des Herzogtums Sachsen-Meiningen. 1890/1891 studierte er für maximal drei Semester Architektur in Berlin. Welche Einrichtung er dabei besuchte, ist nicht überliefert. Nach Meiningen zurückgekehrt, wurde er als Nachfolger von Albert Neumeister Hofbaumeister und Leiter des Hofbaubüros, dieses Amt übte er bis 1918 aus. 1901 unternahm er eine schöpferisch Gewinn bringende Studienreise nach England und Schottland. 1909 wurde er anlässlich der Einweihung des neuen Hoftheaters zum Hofbaurat ernannt.
Behlert war auch als freischaffender Architekt tätig, nach 1918 wurde er als Mitglied im Bund Deutscher Architekten (BDA) genannt. Die Geschäfte des ehemaligen Hofbaubüros führte er neben seiner selbständigen Berufsausübung bis 1940 fort.

## Bauten und Entwürfe

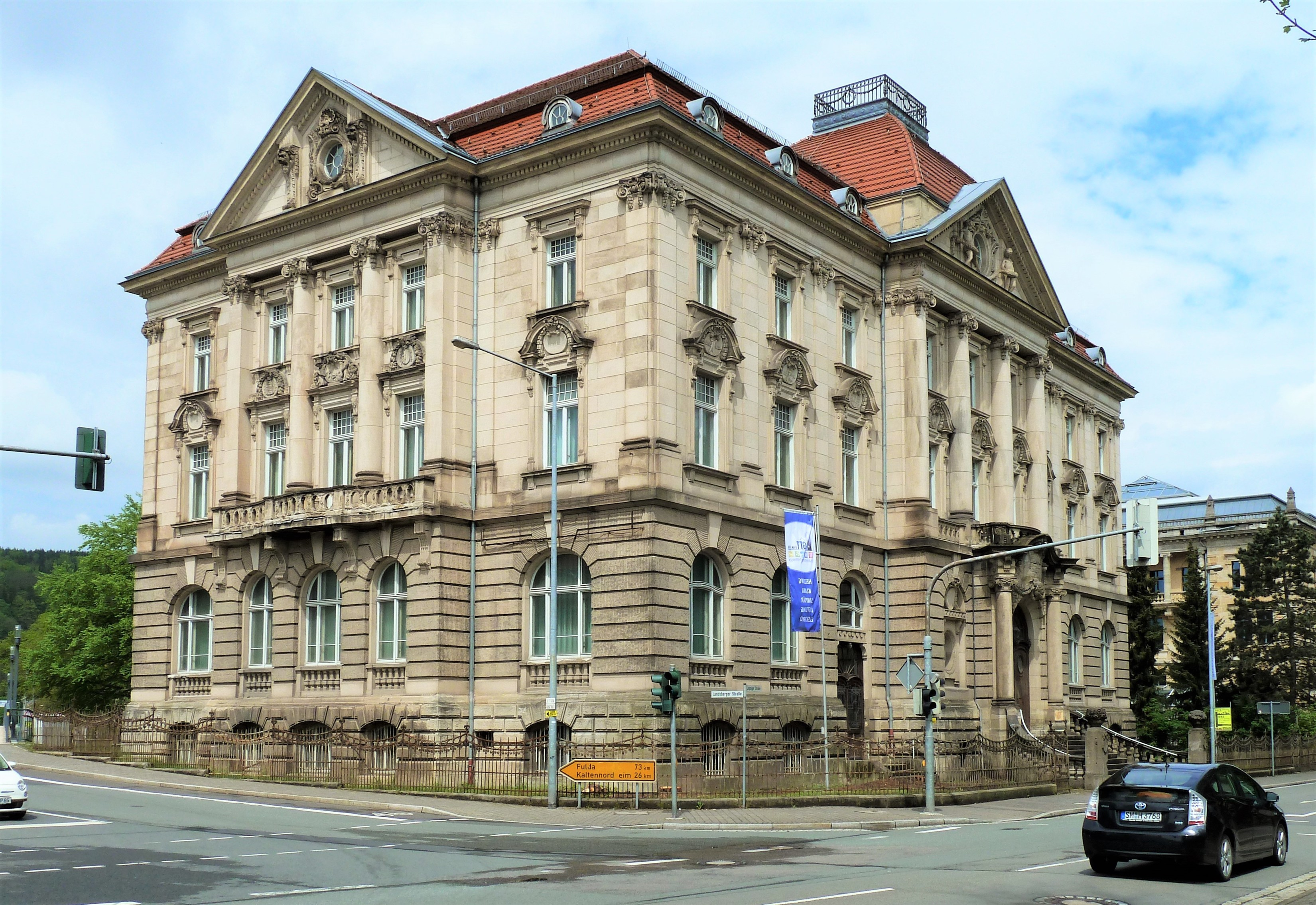
Gebäude der Bank für Thüringen in Meiningen

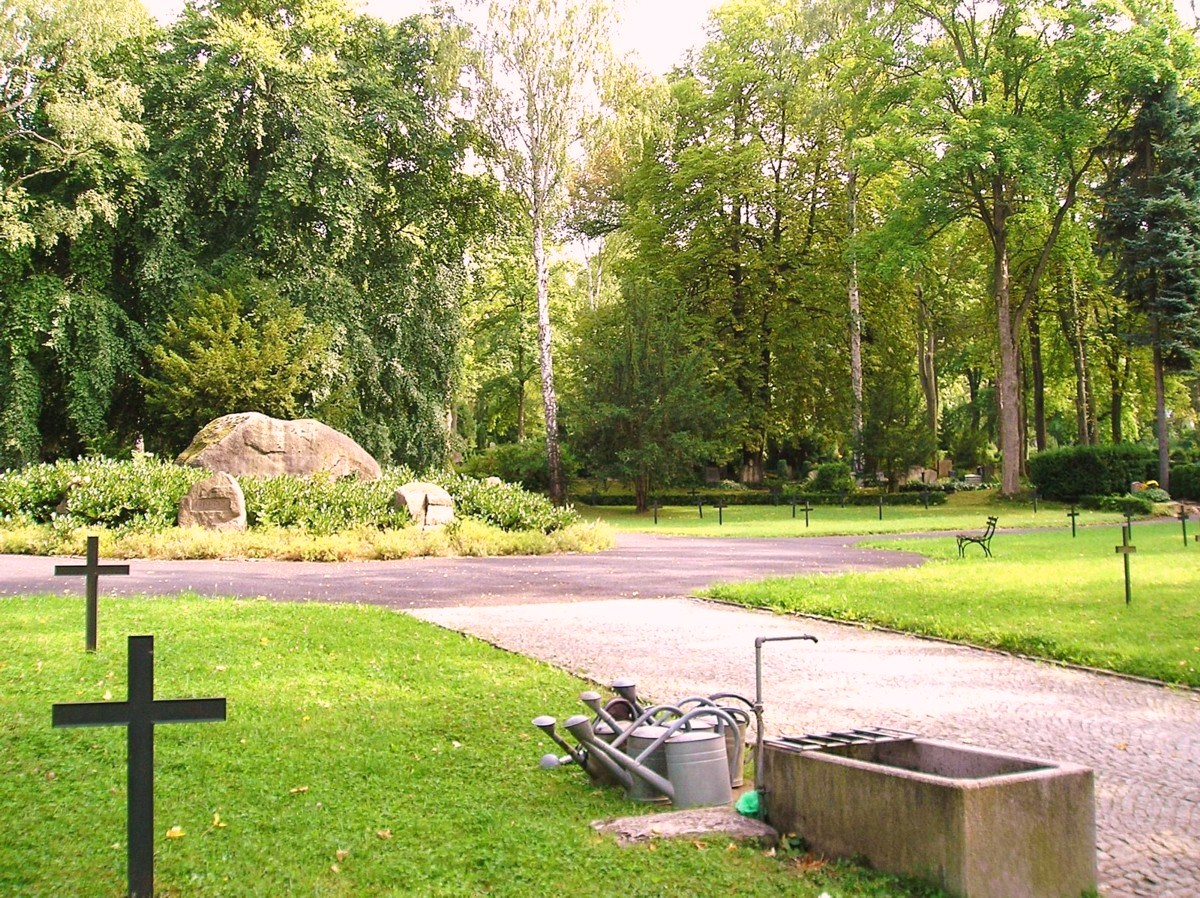
Ehrenhain auf dem Parkfriedhof Meiningen

Behlerts bekannteste Bauwerke sind das Gebäude der Bank für Thüringen und der Neubau des Meininger Hoftheaters aus dem Jahr 1909 sowie der Saalbau des Schützenhauses in Meiningen von 1913. Neben den mehr als 50 erbauten Privathäusern errichtete Karl Behlert folgende bekannte und meist unter Denkmalschutz stehende Bauwerke:
- 1898–1900: Herrenhaus und Gestüt von Münchhausen in Bockstadt bei Hildburghausen
- 1902: Evangelische Kirche in Schafhausen bei Meiningen
- 1905: Logenhaus der Freimaurerloge Charlotte zu den drei Nelken
- 1906–1909: Gebäude der Bank für Thüringen (erweitert 1919)
- 1907–1908: Marmorsaal im Corps de logis des Schlosses Elisabethenburg in Meiningen
- 1908–1909: Meininger Hoftheater (heute Staatstheater Meiningen)
- 1909: Struppsche Villa der Bankiersfamilie Strupp in Meiningen, Bernhardstraße 3
- 1909: Schwesternhaus des Georgenkrankenhauses in Meiningen
- 1911–1913: Saalbau für das Schützenhaus Meiningen (heute Volkshaussaal)
- 1915–1916: Volksschule in Bad Liebenstein[1]
- 1916–1920: Augenheilanstalt „Herzogin Charlotte“ in Bad Liebenstein[2]
- 1922: Verwaltungsgebäude der Kammgarnspinnerei Wernshausen (2009 abgerissen)
- 1924: Ehrenhain für die Opfer des Ersten Weltkriegs auf dem Parkfriedhof Meiningen
- 1925: Gebäude der Handwerkskammer in Meiningen
- 1927: Rathaus in Breitungen/Werra
- 1929: Steinsburgmuseum in Römhild